# Igzennayen
Igzennayen (en berbère : ⵉⴳⵣⵏⵏⴰⵢⵏ, en darija : أكزناية ou جزناية) est un territoire montagneux du Nord-Est du Maroc (Oriental), mais aussi une confédération tribale de la branche zénète appartenant au Rif centro-oriental, dans la province de Taza. Il s'agit d'une grande tribu guerrière, connue pour son art de la guerre, lors de la Guerre du Rif notamment. Il s'agit de la tribu d'origine de la famille Ababou.
Les Igzennayen sont entourés des Aït Touzine et Aït Waryaghar au Nord, des Aït Ammart et Marnissa à l'ouest, des Ibdarsen à l'Est ainsi que des Branes, Maghraoua et Meknassa au Sud vers Taza.
Les principales villes et villages des Igzennayen sont : Aknoul (capitale), Ajdir, Boured, Sidi Ali Bourakba, Tizi Ouasli, Tala Tazegwaght (ou Aïn Al Hamra, en Darija), Kassita (frontière avec les Ait Touzine, la ville est mixte), Izeroualen, Aghbal, Bouyakchour, Dcharana, Inahnahane, Ghammart, Tizroutine, Tasliouine, El harras ou Aferzaz.
Les Igzennayen sont divisés en sept factions :
- Asht Ɛasim (Ajdir, Boured, Tamjount, Izeroualen, Aghbal) fraction la plus grande (environ 1/3 de la tribu)[3] et entièrement montagnarde composée des sous factions suivantes[4] : Izeroualen, Imesdurar, Izkriten, Ikhouanen, Iharrassen, Asht Fendish, Ibkrien, Iherruchen,Ikarouane,Irachlienne;
- Asht Mḥend (Boujettou, Aḥfir) ;
- Asht Aru Ɛisa (Dchar Sidi Ɛisa) ;
- Asht Yunes (Kassita, Tizi Ouasli) ;
- Ichawiyen (Aknoul) ;
- Jbarna (Tizroutine, dar caid medbouh).

## Langues
Les Igzennayen parlent le rifain, variante zenète de la langue amazighe. Au Rif, leur dialecte est très proche de celui de Nador (accent, mots, etc.). Ainsi les Igzenayen diront 'aberchan' pour dire «noir» et non 'aberkhan'.

## Histoire
Cette région, en zone française, était frontalière de la zone espagnole (Sidi Ali Bourakba, Kassita) durant la colonisation.
Cette tribu est plus particulièrement connue pour le « triangle de la mort » lors des batailles anti-coloniales menées par l'Armée de Libération Nationale, dans les années 50. La majorité des combattants venaient de la farouche tribu des Gzenaya. Et dans cette région accidentée au cœur du Rif, que la grande presse avait surnommé « le triangle de la mort », les combats sont d'une extrême violence. Ni l'aviation, ni les tanks français ne peuvent intervenir efficacement contre les rebelles rifains.

## Immigrations
Depuis l'indépendance du pays, beaucoup d'Igzennayen ont immigré vers Taza, le chef-lieu de sa province ou encore vers les villes régionales proches telles que Fès, Nador, Al Hoceima ou encore Oujda. D'autres encore, ont immigré vers l'Europe, principalement aux Pays-Bas (Den-Haag, Rotterdam, Amsterdam) en Belgique, Espagne ou en France (Corse).[réf. nécessaire]
De plus, durant la présence française en Algérie, du fait de la proximité géographique, bon nombre d'Igzennayen allait travailler chez les colons dans la région de l'Oranie (Beni Saf, Tmouchent, Remchi, Oran).

## Personnages historiques célèbres
- Lieutenant-Colonel Mohemed Ababou
- Lieutenant-Colonel M'hamed Ababou
- Mohand ben Messaoud Ababou (dit cheikh Messaoud)
- General Medbouh

## Folklore et musique
Le folklore local est la danse guerrière appelée reggada, aarfa ou tout simplement rachioukh (en rapport avec les maîtres de danse). On peut citer Cheikh Moussa ou encore Cheikh Mabrok  qui sont des Igzenayen.
Le mariage a aussi une importance toute particulière dans cette région. L'attachement aux traditions a permis de préserver par exemple la pratique de Arazik : promenade du marié et son témoin entre la maison et l'extérieur accompagnée d'un chant masculin.
La signification du nom de certains lieux de la région a un rapport avec le mariage. Ainsi, le nom de la ville de Tizi Ouasli peut être traduit par le « col du marié » ou encore Ayrmam n Tasrit par le « lac de la mariée », lac aujourd'hui asséché.

## Articles connexes

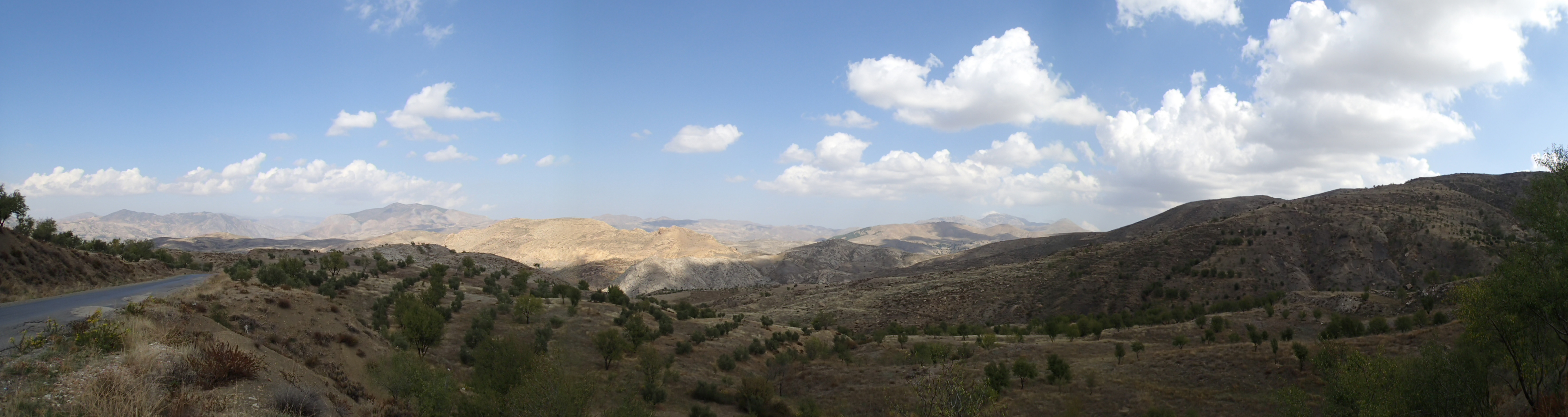
Panorama sur le massif de l'Igzenayen